# 10 шагов к успеху
«10 шагов к успеху» (англ. 10 Items or Less) — американская комедийная драма 2006 года, режиссёра и сценариста Бреда Силберлинга с Морганом Фриманом и Пас Вега в главных ролях.
Компания ClickStar, основанная Морганом Фриманом и Лори Мак-Крири, сделала фильм доступным в цифровом варианте 15 декабря 2006 года, через четырнадцать дней после выхода в кинотеатрах.

## Сюжет
Из-за сложившихся обстоятельств два незнакомца - актёр (Фримен), готовившийся к предстоящей роли и кассир (Вега), которая пробивает товары на кассе для тех, у кого «не больше 10 продуктов», катаются по Лос-Анджелесу и говорят о жизни и о многих важных вещах.

## В ролях
- Морган Фриман — Актёр
- Пас Вега — Скарлетт
- Кумар Паллана — Ли
- Джона Хилл — Друг Актёра
- Энн Дудек — Лорейн
- Бобби Каннавале — Бобби[4]
- Джим Парсонс — Регистратор в Строительной компании
- Дэнни Де Вито — Большой Ди
- Реа Перлман — Жена Большого Ди

## Музыка
- «Rose» — Martin Blasick
- «Latin Thugs» — Cypress Hill
- «Las Isabeles» — Mariachi Sol de Mexico
- «Cancion Villista» — Ixya Herrera & Xocoyotzin Herrera
- «Colorin Colorao» — Jesus Alejandro «El Niño»
- «Las Perlitas» — Mariachi Aguila Real
- «Con Tu Amor Y Pasion» — Sergio Cardenas
- «I’ve Got The World On A String» — Martin Blasick
- «La Receta» — Kemo the Blaxican (song at car wash)
- «It’s Me Jody» — Herbert Stothart
- «En Este Varrio» — Delinquent Habits featuring Ozomatli
- «Al Pasar la Barca» — Paz Vega and Morgan Freeman
- «Duncan» — Paul Simon
- «Let The Horn Blow» — Delinquent Habits

## Кассовые сборы
Фильм был показан только в пятнадцати театрах и заработал $ 35 929 в первые выходные. Общие кассовые сборы составили $83 291.. Фильм собрал $ 1 315 931 в международном прокате и $ 486 895 долларов в родной стране Вега в Испании.

## Критика
Критическая реакция на фильм была неоднозначной, с общей похвалой за работу двух главных действующих лиц. У фильма был рейтинг одобрения 63 %, основанный на 59 обзорах, собранных Rotten Tomatoes.
«10 шагов к успеху» — американский комедийно-драматический фильм 2006 года, который, по словам Джонатана Розенбаума из Chicago Reader, «Дружеская демонстрация того, как два харизматичных актёра и расслабленный сценарист-режиссёр (Брэд Силберлинг) могут сделать хороший фильм практически из ничего.»
Дессон Томсон из The Washington Post считает, что фильм — это «естественный, но неудавшийся эксперимент о приятной встрече в стиле независимых фильмов».